# Pa Amadou Gai
Pa Amadou Gai (oft nur Daddy Gai; * 18. Juni 1984 in Bakau) ist ein gambischer Fußballspieler, der seit 2010 beim ASC HLM aus dem Senegal beschäftigt ist.

## Karriere

### Verein
Pa Amadou Gai begann seine Karriere in der Jugend von Bakau United, bis er 2005 in die Profimannschaft wechselte, wo er vier Spielzeiten in der GFA League First Division spielte. In der Saison 2007/08 er war Topscorer seines Teams, 2008/09 erzielte er neun Tore. Am 15. April 2009 absolvierte er ein Probetraining beim kanadischen Verein Montreal Impact.
Dort bekam er einen Zwei-Jahres-Vertrag und am 2. Mai gegen den Puerto Rico Islanders FC seinen ersten Einsatz. Nach sieben Ligaspiele wurde sein Vertrag allerdings am 17. Juli aufgelöst und Gai wechselte daraufhin zum Ron Mango FC in seine Heimat zurück. 2010 verließ er den Verein und wechselte nach Senegal zum ASC HLM.

### Nationalmannschaft
Gai spielte für die U-17, U-20 und U-23-Nationalmannschaften von Gambia.